# White Lake (Dakota del Sur)
White Lake es una ciudad ubicada en el condado de Aurora en el estado estadounidense de Dakota del Sur. En el Censo de 2010 tenía una población de 372 habitantes y una densidad poblacional de 331,71 personas por km².

## Geografía
White Lake se encuentra ubicada en las coordenadas 43°43′41″N 98°42′42″O / 43.72806, -98.71167. Según la Oficina del Censo de los Estados Unidos, White Lake tiene una superficie total de 1.12 km², de la cual 1.12 km² corresponden a tierra firme y (0%) 0 km² es agua.

## Demografía
Según el censo de 2010, había 372 personas residiendo en White Lake. La densidad de población era de 331,71 hab./km². De los 372 habitantes, White Lake estaba compuesto por el 94.89% blancos, el 1.08% eran afroamericanos, el 0.27% eran amerindios, el 2.69% eran asiáticos, el 0% eran isleños del Pacífico, el 0% eran de otras razas y el 1.08% pertenecían a dos o más razas. Del total de la población el 1.61% eran hispanos o latinos de cualquier raza.